# 英国—越南关系
越英关系或英越关系是指越南和英国历史上与现代的雙邊關係，现代则多指越南社会主义共和国與联合王国的外交关系。两国早在17世纪之初就已经建立接触，英国亦于19世纪后期在南圻建立外交代表機構。在冷战初期英国也曾为越南共和国（南越）重要的邦交国及后者在越南戰爭時期重要的支持者，直到后者1975年灭亡。现代越南则于1973年9月11日与英国确立正式外交关系，革新开放后，越、英雙邊關係得到了進一步發展，2010年，兩國更建立「战略伙伴关系」。

## 政治交流

### 1945年以前
越南与英国双边关系的历史最早可以追溯到17世纪之初，1600年，不列顛東印度公司成立，七年后，第一艘英国船舰到达南亚次大陆；与此同时，英国人也积极在东南亚等地寻找立足点，除了在日本成立英国商馆外，也试图同位于今越南的广南国等政权接触。当时的平户英国商馆馆长理查·考克斯曾经派出使节前往广南国，以谋求开启双边关系，统治广南国的阮主也希望藉由英国人削弱荷兰，并加强自己的武装力量；不过英国使节最终却遭到阮主杀死。这一事件也为越英关系蒙上了一层阴影，英国人在数年内也不敢前往广南；但在1616年，理查·考克斯请求日本后水尾天皇从中斡旋，从而恢复了与越南的贸易往来；不过，由于荷兰的影响以及东印度公司自身的贸易政策等因素，英国对越南的贸易并不活跃。:18-21
进入17世纪后期，英国对于越南的贸易重新活跃起来，但此时英国人的贸易重心已经转移至北部，而统治越北的鄭主也同意英国人在红河畔的庯憲（今兴安省）开设了商馆，受益于欧洲市场对丝绸制品的巨大需求，英国商馆长期繁荣；随着郑阮纷争告一段落，东印度公司也恢复了与广南国的贸易往来。:22-23而日后建立阮朝的阮福映也曾通过东印度公司在馬德拉斯和加爾各答購買武器，消滅了西山朝；1804年，英國人約翰·羅伯茨（John Roberts）來到越南，要求在廣南的茶山建立商館。阮福映為了信守諾言，阮福映給予了英國一定貿易特權。但建立商館的要求遭到拒絕，英國的禮物也被退回。:307-310阮福映之子阮福晈继位为明命帝后，采取閉關鎖國的政策，并于1822年終止了英國人的貿易特權。1840年，第一次鸦片战争爆發，清朝戰敗，越南举国上下都擔心英國會借海上的優勢入侵越南，明命帝於是派遣由兩名越南官員和兩名翻譯組成的「越南使團」前往法國，试图尋求與法國建立外交關係以與英國抗衡，但遭到法国拒绝。:343
南圻遠征后，越南领土逐步遭到法国蚕食，英国政府则凭借着与法国的外交关系，在南圻的西贡（今胡志明市）建立了领事馆，恢复了与越南的接触；与此同时，嗣德帝于1881年遣禮部侍郎范炳出使英屬香港，讓十二名越南少年在英制學堂中學習；但法國領事未被事先告知，法國政府因此譴責越南違反了1874年的《第二次西貢條約》。:389随着越南被法国吞并，當時的越、英雙邊關係實際上也屬於英法關係的一部分，英国则继续通过位于西贡的领事馆与越南接触。

### 1945年以后
1945年，日本在第二次世界大战中战败，保大帝宣布退位，阮朝灭亡；按照《波茨坦協定》，越南南部的日軍向英國軍隊投降，而英軍也通过英属印度积极協助法國重返越南南部，對抗越南獨立同盟會，並逐漸向北推進；其后，保大帝也曾经于1946年至1948年流亡于英屬香港，1949年，以保大帝为國家元首的越南国成立，英国立即给予外交承认。英国也派出了安東尼·艾登作为谈判代表参与了影响越南未来发展的日内瓦会议。
1954年，越南国与英国建立大使级外交关系，该关系又由后来的越南共和國（南越）继承，在越南战争期间，英国与美国对该战争的认知观念存在分歧，两国就英国是否该出兵越南产生了矛盾，英国最终拒绝了美国的出兵要求；相比于澳洲与纽西兰积极涉入战争，英国仅给予南越、美国及其盟友一定的援助；并主张斡旋调停战争，其后更于1973年与北越建立大使级外交关系。1975年北越展開春季攻勢揮軍南下，英國與南越外交關係邁向尾聲，英國駐南越大使館亦在南越國祚終結不久前的3月21日正式閉館。

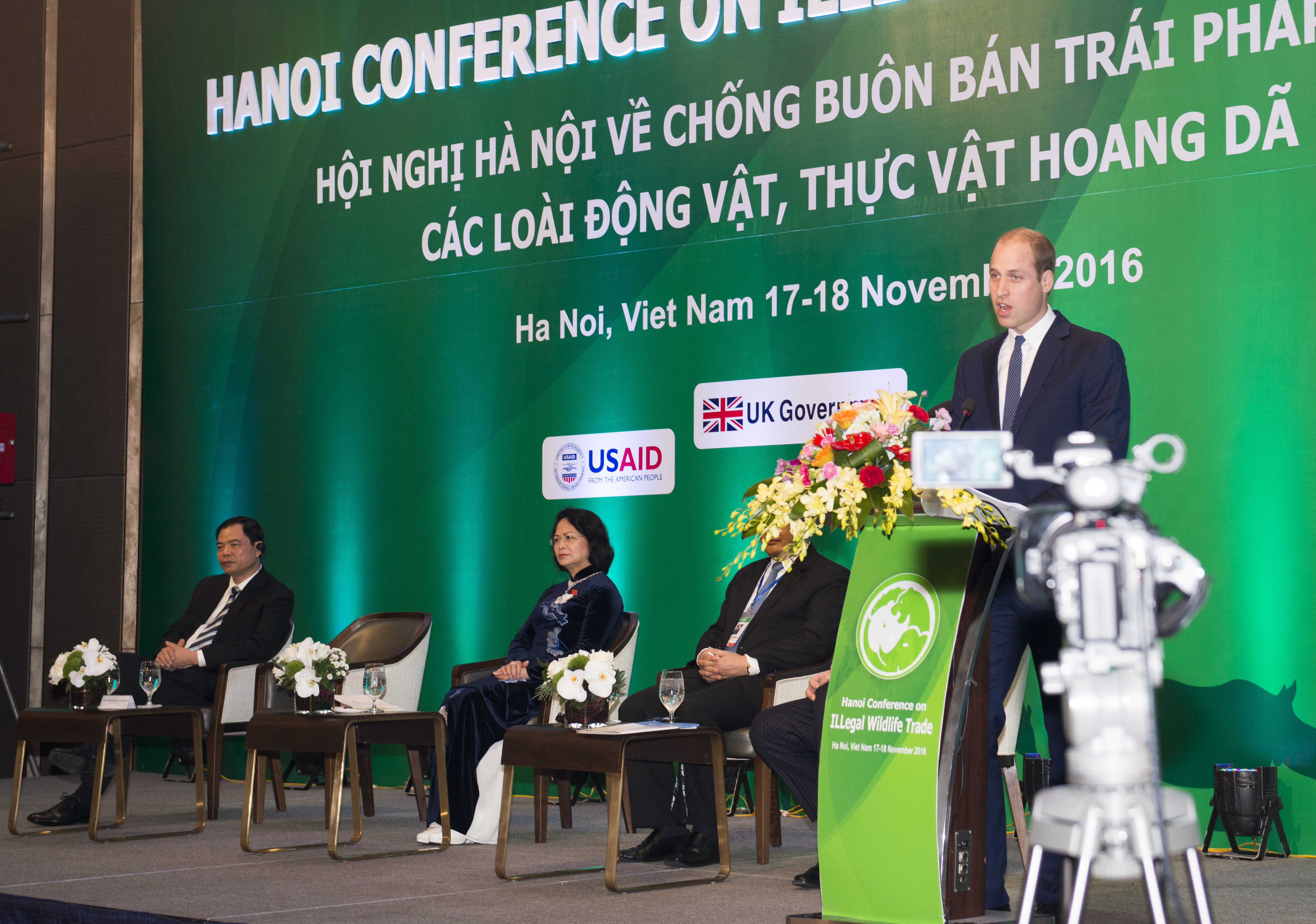
2016年，英国威爾斯親王威廉访问越南

南越覆亡後，英國政府將香港列為難民的「第一收容港」，当时的香港收留了不少越南船民，但出於人道的收容政策卻使香港政府长期承受重擔。另一方面，受到印度支那難民危機以及柬越戰爭的影响，英国与新成立的越南社会主义共和国的关系并没有取得很大的进展，当时的英国政府也谴责了越南对柬埔寨及泰国的侵略行径，并切斷了對越南的援助。
革新开放后，随着越南人民军撤出柬埔寨，以经济发展为重心、對外開放、加強與包括英国在內的西方國家的外交關係；越、英雙邊關係得到了進一步發展，英国也恢复了对越南的各项援助；1993年，越南政府总理武文杰访英；翌年，英国安妮长公主出访了越南，開啟了雙邊高層互訪；2008年，越南政府总理阮晋勇出访英国期间，得到了英国首相戈登·布朗的接见，两国还发表了联合声明，强调将推动越英关系朝向“致力于发展的伙伴关系”深入、务实而稳定地发展；2010年，兩國建立越、英「战略伙伴关系」，同时建立了越、英外交部副部长级别的国防安全对话机制；2018年，更建立国防部副部长级政策对话机制。

## 经贸交流
越南与英国的双边贸易最早始于17世纪初期。作为老牌工业国的英国實力強勁，產業基礎较雄厚；2018年，越、英双边贸易额曾达到67.46亿美元，但后来受到嚴重特殊傳染性肺炎疫情等因素的影響，雙邊貿易减少。2020年，双边贸易额降至56亿美元；其中，越南出口49亿美元，主要出口手机及其零件、鞋类、纺织品、咖啡及大米等；英国出口7亿美元，主要出口机械、设备、药品、纺织品与鞋类辅料、化工材料等产品。
在投资上，英国也已经成为越南最大的外资来源国之一，2021年，英国在越南全国拥有439个注册项目，注册资本达39.85亿美元；为第15大对越投资国。另一方面，至2022年6月，越南有13个对英投资项目，注册资本总额约1,390万美元，英国在越南对外投资的79个国家或地区中排名第39位。
2020年12月，越南与英国签署《越英自贸协定》，并于翌年生效；对此，越南驻英大使陈玉安表示，越英自贸协定将有助于推进越英战略伙伴关系提质升级，并带动新一波投资热，特别是有助于促进英国拥有优势的可再生能源、环保技术等领域的投资；而英国政府也对此持有积极态度。

## 人文交流

### 旅行与簽證

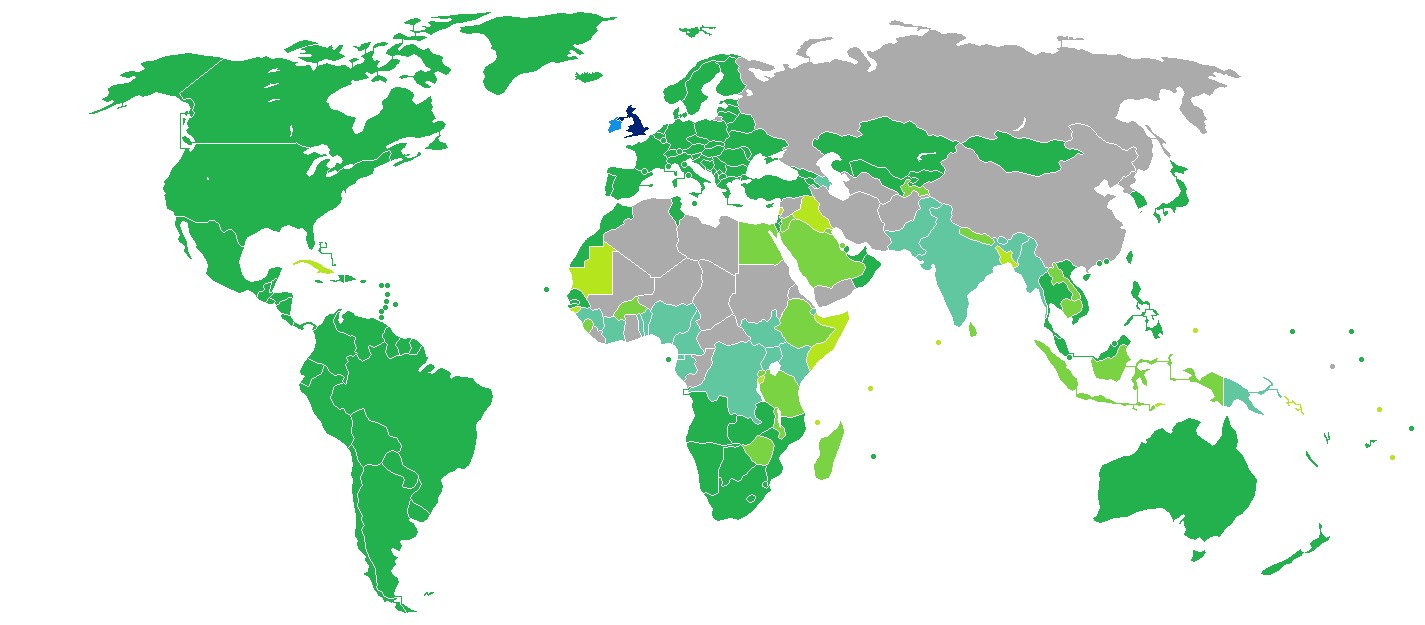
持英国护照的英国公民簽證要求分布圖：入境越南可以免簽證。

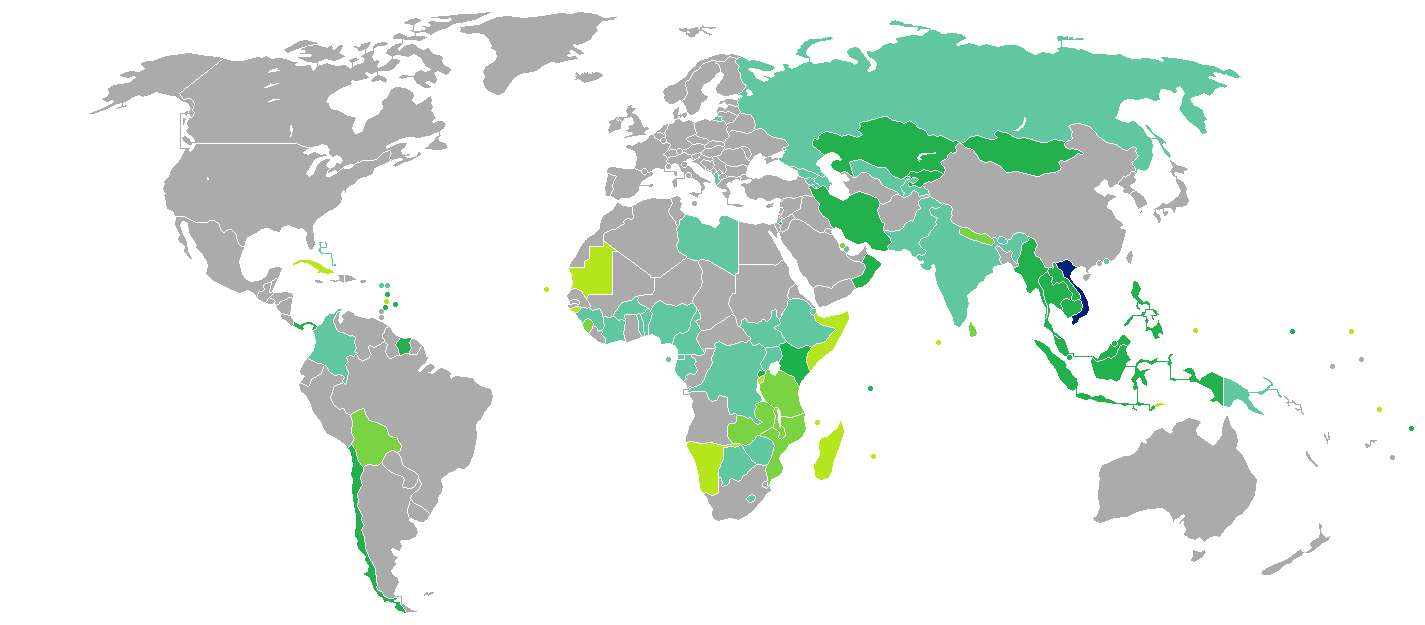
持越南護照的越南公民簽證要求分布圖：入境英国必须申请签证。

基于促进本国旅游业的发展的需要，越南政府单方面给予持英国护照的英国公民免签证入境待遇，可停留最多15天。自2023年7月起，英国公民得以免签证在越南停留45天。而越南公民则必须提前申请签证方可入境英国。

### 侨民
1975年，南越覆亡后，英国接收了一些越南船民，他們被英国政府安置在各地，並得到了政府救濟與就業輔導，以幫助他們融入英国社會。随着越南革新开放政策的实施，越南与英国的人员交流更为便利、频繁，一些越南人也开始来到英国工作、求学；截至2021年，约有10万名越侨定居在英国国内，部分越侨也建立了自己的社群。

### 教育
革新开放后，受到全球意识、竞争意识、分权意识等思想的影响，加之发展与英、美、澳等国各领域关系的需要，英语逐渐替代俄语成为越南高等教育中主要教授的外语，也迅速成为越南基础、中等教育阶段的必修外语之一；英國文化協會等组织也在越南协助该国军官提升英语水平；越南政府则通过越英教育投资与合作促进论坛等，积极吸引英国各大学的培训合作项目。两国还在岘港大学合办了越英研究培训院，该院也成为兩國教育合作的代表項目之一；另一方面，越南国内也有不少学生报考由劍橋大學考試委員會、英國文化協會等机构组织的雅思考试，以前往英国留学深造；现在的英国也是越南留学生主要的留学目的地国之一，2018年，共有1.2万名越南学生在英国就读。

## 司法
2019年10月23日（英国夏令时），英格兰东部救护服务局的工作人员在英格兰东南部埃塞克斯郡格雷斯沃特莱德工业园区东大道的一辆集装箱冷藏货车里发现了39具尸体，同年11月1日，英国警方认为所有39名遇难者都是越南公民，11月7日，越南公安部确认遇难者均为越南公民，并在8日与英国警方一同公布遇难者名单。2021年1月22日，参与该惨案的4名共犯被英國倫敦中央刑事法院宣判有罪入狱。